# Stensjön (Idre socken, Dalarna, 685536-131764)
Stensjön är en sjö i Älvdalens kommun i Dalarna och ingår i Dalälvens huvudavrinningsområde. Sjön har en area på 0,264 kvadratkilometer och ligger 712,1 meter över havet. Sjön avvattnas av vattendraget Jonassjöbrunnan.

## Delavrinningsområde
Stensjön ingår i det delavrinningsområde (685581-131801) som SMHI kallar för Inloppet i Jonassjön. Medelhöjden är 719 meter över havet och ytan är 5,27 kvadratkilometer. Räknas de 2 avrinningsområdena uppströms in blir den ackumulerade arean 12,85 kvadratkilometer. Jonassjöbrunnan som avvattnar avrinningsområdet har biflödesordning 2, vilket innebär att vattnet flödar genom totalt 2 vattendrag innan det når havet efter 508 kilometer. Avrinningsområdet består mestadels av skog (63 procent) och sankmarker (32 procent). Avrinningsområdet har 0,27 kvadratkilometer vattenytor vilket ger det en sjöprocent på 5,1 procent.